# Бойовий модуль

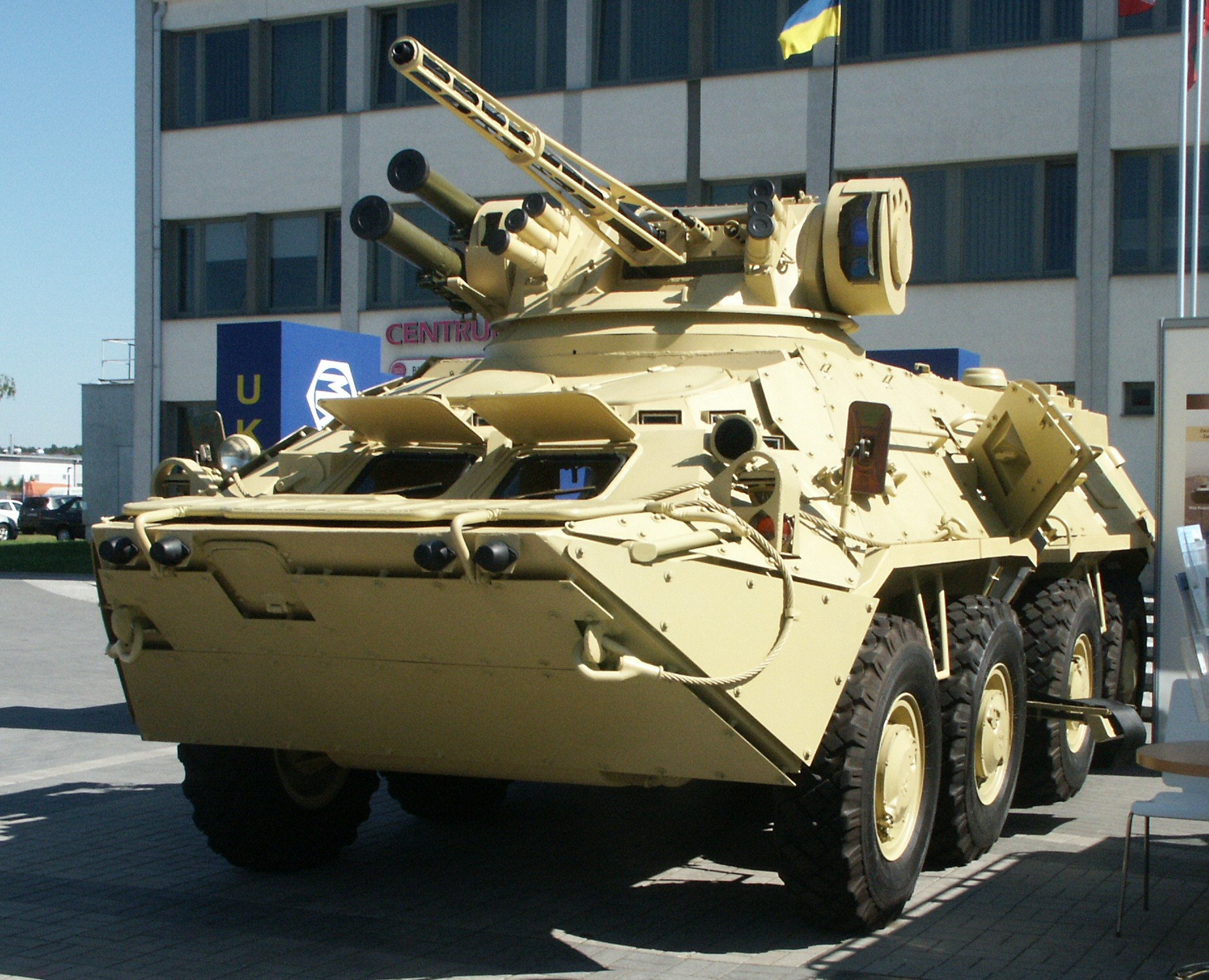
Український бойовий модуль «Шквал» на бронетранспортері БТР-3

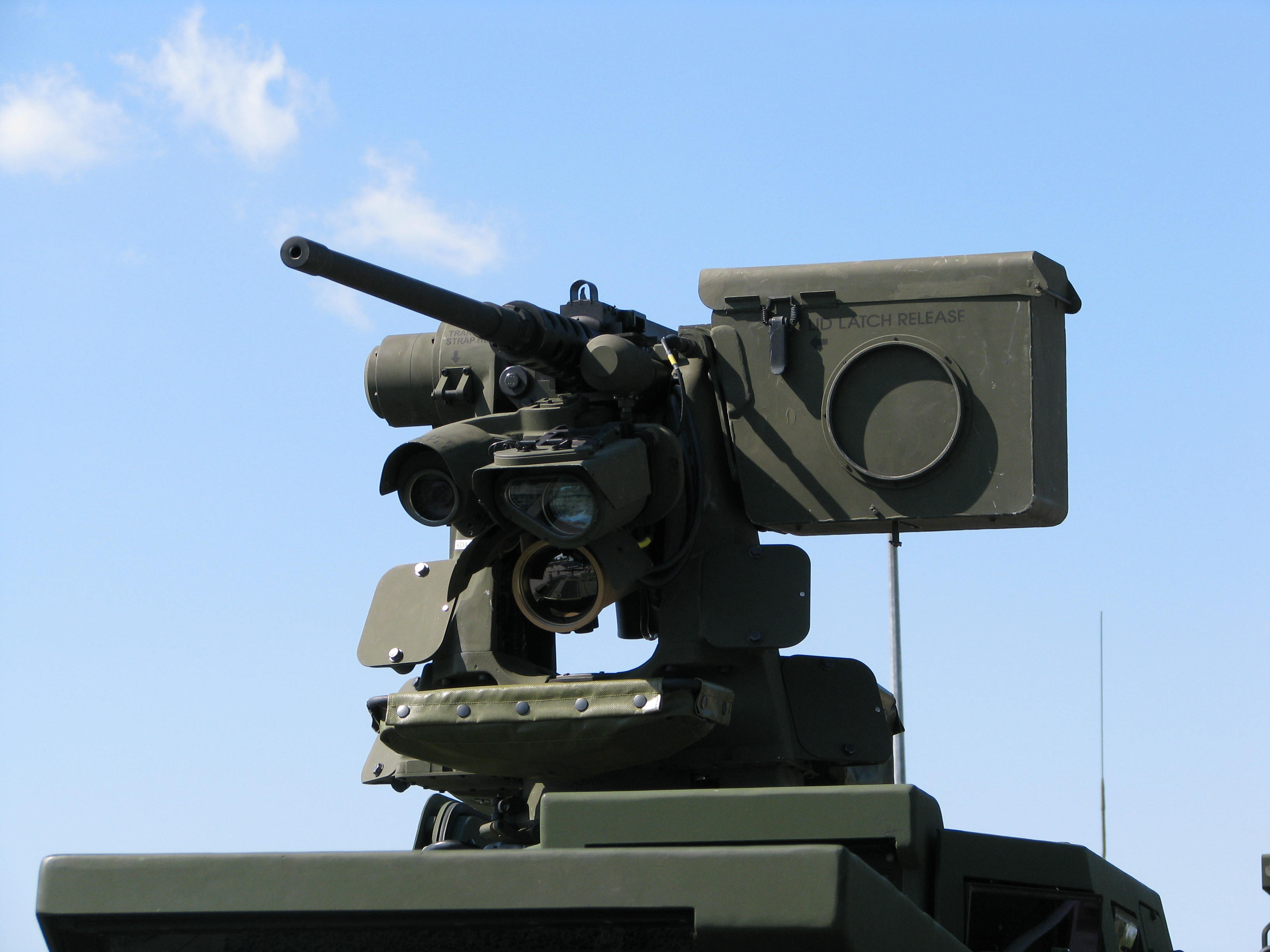
Американський кулемет Browning M2HB в бойовому модулі на хорватському бронетранспортері Patria AMV

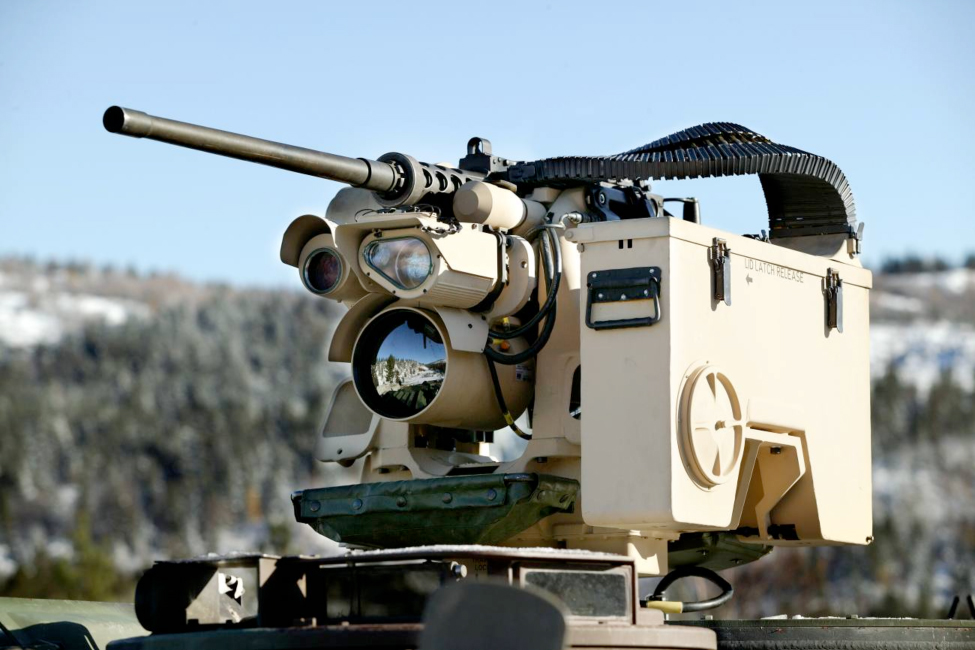
Американський бойовий модуль XM153 на бронетранспортері M1126 Stryker

Бойовий модуль (англ. Remote weapon station, RWS) — різновид озброєння, що встановлюється на бойових машинах (бронетранспортерах, бойових машинах піхоти тощо) або на інженерно-технічних спорудах (мобільні та стаціонарні бойові модулі відповідно) для ураження різнорідних наземних, повітряних і надводних цілей. Бойовий модуль є багатоцільовим уніфікованим дистанційно-керованим модулем з винесеним озброєнням, з розміщенням, як правило, оператора (навідника-оператора) і командира всередині корпусу бойової машини. До основних його переваг відноситься те, що бойовий модуль не займає місця всередині корпусу бронетехніки, а також надає можливість повністю здійснювати всі операції обслуговування зсередини машини, не покидаючи корпусу.
Крім цього, за рахунок застосування винесеного озброєння забезпечено підвищення захищеності екіпажу, знижена маса комплексу озброєння і поліпшені умови виживаності в бойовому відділенні (відсутність загазованості при стрільбі).
Сучасна броньована техніка, що оснащується бойовими модулями, має потужне озброєння та автоматизовану цілодобову систему управління вогнем, яка дозволяє вести ефективну стрільбу усіма видами озброєння з місця, в русі і на плаву по наземних і надводних цілях, виявлення і розпізнавання цілей вдень і вночі, прицілювання і вимір дальності, обчислення установок на стрільбу, розворот озброєння в сторону цілі, стрільбу по повітряних цілях, контроль стану системи управління вогнем.

## Приклади за країнами

### Україна

#### Огляд
Такий вид озброєння, як бойові модулі, має в Україні стабільний розвиток. Зокрема, підприємства військово-промислового комплексу України виготовляють такі бойові модулі (список не повний): БАУ-23х2; БМ «Штурм», «Парус», «Десна», «Сармат», «Дуплет», «Вій» тощо. Проте, на думку голови інженерної групи «Азов» Сергія Степанова, розроблені в Україні бойові модулі зазвичай мають низку недоліків:
- застосування електромоторів постійного струму, які ускладнюють утримання цілі в прицілі або швидке перекидання зброї з однієї цілі на іншу;
- використання редукторів для переміщення зброї, замість прямого приводу з високомоментних двигунів з векторним управлінням. Допуски в механізмі редуктора збільшують похибки прицілювання;
- балістичні системи з незадовільною точністю обчислення параметрів;
- жорстка прив'язка оптичних пристроїв до осі зброї.

#### БМ «Десна»
Розробка чернігівського ПрАТ «ЧеЗаРа» БМ «Десна» з дистанційно керованою універсальною оптико-електронною системою стабілізації, наведення і управління озброєнням. Призначений для ураження броньованих цілей, вогневих точок, живої сили противника і стрільби по повітряних цілях (типу «завислий вертоліт»).
Озброєння модуля складають 30 мм автоматична гармата ЗТМ-1 (2А72) або ЗТМ-2 (2А42), ПТРК «Бар'єр», 7,62-мм кулемет ПКТ, 30 мм гранатомет АГС-17 (КБА-117), а також 81 мм комплекс постановки димових завіс 902У «Хмара». Для стабілізації наведення використовується гіроскоп власного виробництва.
Для спостереження та прицілювання в БМ «Десна» використовуються денний приціл, лазерний далекомір, а також кольоровий LCD дисплей. Система спостереження і прицілювання модуля дозволяє виявляти цілі на відстані від 160 м до 7 км, а також здійснювати її автоматичний супровід.
універсальна система стабілізації, наведення і управління зброєю власного виробництва і дозволяє управляти озброєнням як оператору, який знаходиться у башті, так і (якщо виникає потреба) командиру бойової броньованої машини (ББМ). Також, система дозволяє здійснювати управління озброєнням дистанційно, завдяки наявності каналу бездротового зв'язку.

#### ПБМ «Іва»
Полегшений бойовий модуль (ОБМ) «Іва» також створений чернігівським ПрАТ «ЧеЗаРа». Він передбачений для установки на броньовані машини, вогневі точки, катери і призначений для ураження легкоброньованих цілей, вогневих точок, живої сили противника і стрільби по повітряних цілях (типу «завислий вертоліт»). ОБМ «ІВА» забезпечує спостереження за навколишньою місцевістю, надводною та береговою обстановкою в денних і нічних умовах, вимір кутових координат і відстані до обраної цілі для її ураження.
Передбачена комплектація модуля в трьох варіантах, а саме: кулемет 12,7 мм, кулемет 12,7 мм і кулемет 7,62 мм, а також кулемет 12,7 мм і гранатомет 40/30 мм. Боєкомплект модуля становить відповідно 200 пострілів 12,7 мм, 300 патронів 7,62 мм і 32 пострілу 40/30 мм.
Система спостереження і прицілювання полегшеного бойового модуля (ПБМ) «Іва» включає в себе денний приціл, зокрема, кольорову телевізійну камеру з подвійним полем зору, безпечний для очей лазерний далекомір і кольоровий LCD дисплей. Крім того, за потреби на модулі може також бути встановлений і нічний приціл з неохолоджувальною тепловізійною камерою, причому виробництва ДП «Ізюмський приладобудівний завод». У цілому, система спостереження і прицілювання модуля дозволяє виявляти цілі на відстані від 160 м до 7 км.
Управління модулем можна здійснювати як дистанційно, так і в ручному режимі. Стабілізація наведення в даному зразку БМ не передбачена, проте, за виникнення потреби функція стабілізації наведення як по горизонталі, так і по вертикалі, може бути додана.

#### БМ-3М «Штурм-М»
Модернізований бойовий модуль БМ-3М «Штурм-М» зазнав близько 700 змін. Зокрема, у оновленого «Штурму» присутній сучасний бортовий комп'ютер, встановлений пульт управління вогнем за стандартами НАТО. Система управління вогнем була зведена в один блок, який доповнений інтерфейсом. Завдяки йому, екіпаж бойової машини може побачити всі необхідні для стрільби дані прямо на екрані бортового комп'ютера.
Озброєння модуля складають 30 мм автоматична гармата ЗТМ-1 (2А72) з боєкомплектом 400 пострілів, спарений з гарматою кулемет 7,62-КТ або ПКТ з боєкомплектом 2000 набоїв, 30 мм автоматичний гранатомет АГ-17, а також 81 мм комплекс постановки димових завіс 902У «Хмара». На даному модулі відсутня протитанкова керована ракета, що певною мірою зменшує його вартість. Однак, на вимогу замовника, цей вид озброєння може бути встановлений.
Головною особливістю модернізованого БМ від КБТЗ, є його нова система управління вогнем, розроблена київським «НВП „АТ-система“», а саме: комп'ютерна система управління вогнем «Каштан», яка може бути використана для управління озброєнням як встановленого на бронетехніці, так і автономного дистанційнокерованого бойового модуля.
Можливості системи «Каштан» дозволяють вести спостереження за ціллю вдень на відстані 1800-8000 м, вночі — на відстані 600—2000 м, при цьому час виявлення цілі типу БМП в смузі 150 м з ймовірністю не менше 0,9 на відстані 500 … 4000 м складає всього 15с.
Крім системи «Каштан», ще однією особливістю модернізованого модуля є розміщення його оптико-електронного блоку, який знаходиться не збоку, а між гарматою і пусковими установками комплексу постановки димових завіс. Це, в свою чергу, підвищує рівень живучості блоку зокрема і ефективність в цілому.
Стабілізація озброєння бойового модуля не обов'язкова. Зокрема, за потреби, на модулі може бути встановлений електромеханічний цифровий двоплощинний стабілізатор СВУ-500-10Р виробництва київського ПАТ «НВО КЗА ім. Петровського».

#### БМ «Шквал-А»

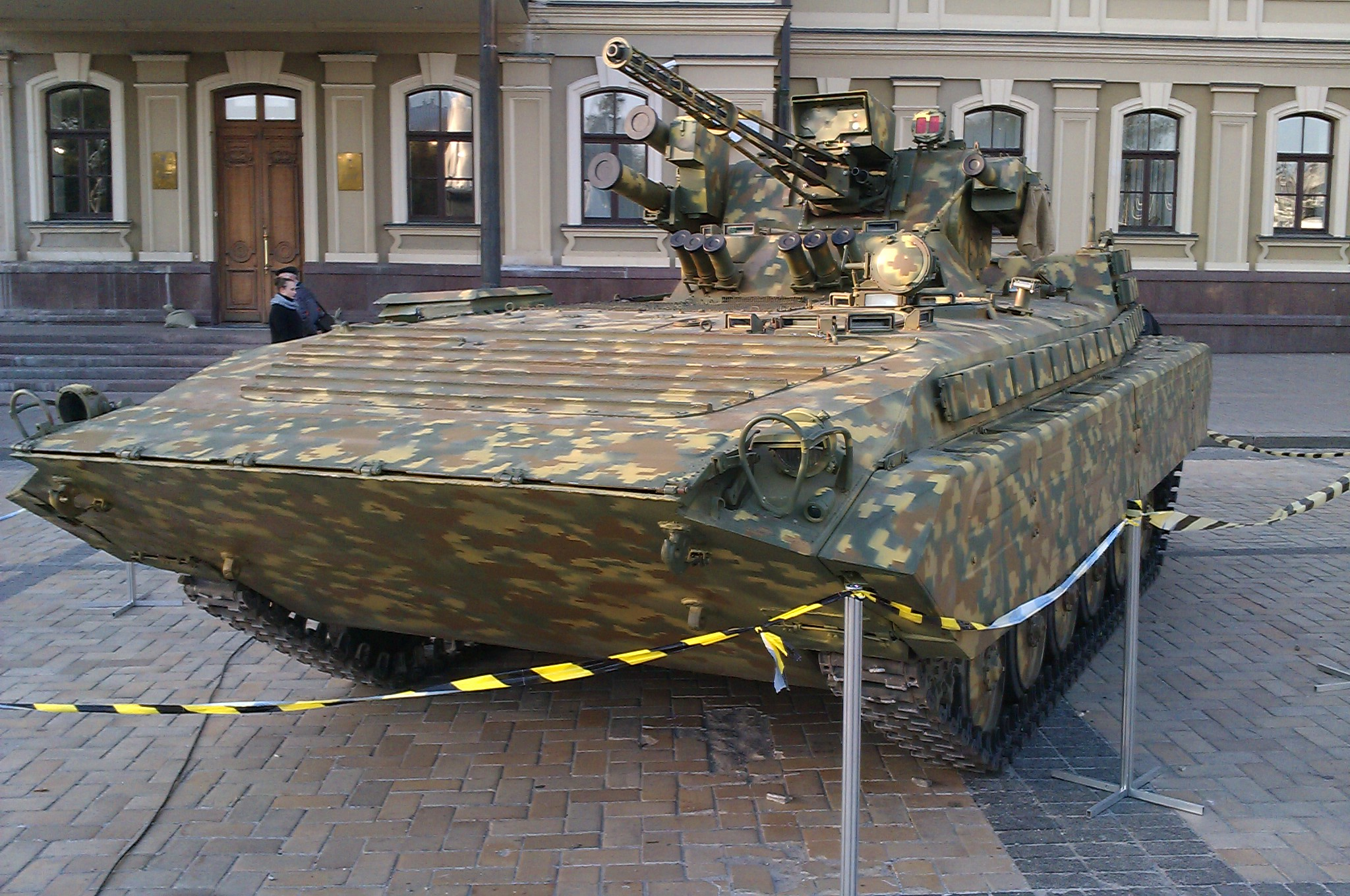
БМП-1М «Шквал» на виставці «Сила нескорених» до Дня захисника України у 2015 році

Бойовий модуль «Шквал-А» ствоерний ДП «Житомирський бронетанковий завод» для модернізації БМП-1 до рівня БМП-1УМ.
Модернізований БМ «Шквал-А» відрізняється від свого попередника «Шквал» тим, що на ньому встановлена інша система управління вогнем. Так, на БМ «Шквал А» встановлено оптико-електронна система спостереження, прицілювання і управління вогнем «Тандем-2», яка відрізняється від свого аналога, встановленого на БМ «Шквал». Також в перспективі на БМ «Шквал А» може бути встановлена польська система KLW-1 ASTERIA управління вогнем оснащена тепловізором.
Крім того, для стабілізованого наведення в горизонтальній і вертикальній площинах на модулі встановлено стабілізатор СВУ-500-3Ц виробництва київського ПАТ «НВО КЗА ім. Петровського».
БМ «Шквал А» на відміну від попередньої версії має інший ПТРК. Так, якщо в БМ «Шквал» передбачена установка ПТРК «Фагот» з двома ПУ ракет 9М113М, то на БМ «Шквал А» встановлено 2 ПУ ПТРК «Комплекс 212» з ракетами РК-2С.
Основним озброєнням БМ «Шквал А» (як і БМ «Шквал») є автоматична гармата ЗТМ-1, спарений з нею кулемет 7,62-ПКТ, 30 мм автоматичний гранатомет АГ-17, а також 6 ПУ комплексу постановки димових завіс. Слід зазначити, що в даному БМ також передбачена така функція, як механічний спуск гармати. У разі якщо відсутнє електроживлення, управління гарматою здійснюється за допомогою троса і системи важелів.

#### БМ БПУ-12,7
БМ БПУ-12,7 — автономний, закритий, нестабілізований, дистанційно-керований з місця оператора бойовий модуль БПУ-12,7 розробки Харківського конструкторського бюро машинобудування ім. Морозова. Є одним з варіантів основного озброєння ББМ «Дозор-Б», який виробляє Львівський бронетанковий завод, . Даний БМ призначений для ураження легкоброньованої техніки і повітряних цілей (вертоліт) на відстанях до 2000 м вдень і вночі.
Має дистанційно керований 12,7-мм кулемет (НСВТ або його аналог КТ-12,7 українського виробництва) з лазерним далекоміром, кольоровою телевізійною камерою і тепловізором, оснащений блоком дистанційного керування. Кути наведення по вертикалі забезпечують можливість ведення вогню по повітряних цілях. Боєкомплект БПУ-12,7 становить 150 набоїв (одна патронна стрічка, укладена в патронний короб), однак додаткова кількість боєприпасів може бути розміщено всередині бронемашини. Вага модуля становить 350 кг, висота модуля від спідниці башти становить 618 мм.

#### БМ «Вій»
Дистанційно керований бойовий модуль «Вій» може бути встановлений на легкі броньовані машини, і використовуватися для ураження середньоброньованих цілей, вогневих точок, живої сили противника і повітряних цілей (типу «завислий вертоліт»). Основою конструкції БМ «Вій» є люк командира танка Т-64. Люк танка комплектується приводами вертикального та горизонтального наведення, кронштейном для встановлення люльки гармати, іншими механізмами та електрообладнанням. Основним озброєнням БМ є 23-мм авіаційна двоствольна гармата ГШ-23Л, яка має дальність стрільби близько 2000 м і характеризується досить великою скорострільністю (до 3400 пострілів на хвилину).
Для управління вогнем на модулі встановлено оптико-телевізійний приціл ОТС-20.01, розробки ДП «НДІ „Квант“», який дозволяє виявляти і розпізнавати техніку противника на відстані до 4000 м днем і 900—1100 м вночі. Також, на модулі встановлено зенітний приціл ПЗУ-5, який також виконує роль резервної системи прицілювання і наведення. Крім того, при необхідності, БМ «Вій» може бути оснащений додатковим обладнанням, таким як далекомір, тепловізор, а також 7,62 мм кулемет (типу КТ).
Відпрацьовано схему установки БМ «Вій» на бронетранспортер «Дозор-Б».